# Brescia Calcio 1993-1994
Questa voce raccoglie le informazioni riguardanti il Brescia Calcio nelle competizioni ufficiali della stagione 1993-1994.

## Stagione
Il Brescia, neoretrocesso dalla Serie A, si affida ancora alle giocate di Gheorghe Hagi, trattenuto anche in Serie B. La squadra vince la prima partita alla 4ª giornata, superando per 2-1 la Lucchese. I risultati della squadra saranno altalenanti, passando dalla vittoria per 5-0 sul Monza alla 7ª giornata, alla sconfitta per 4-0 sul campo del Bari all'11ª giornata. Il Brescia chiude il girone d'andata all'undicesimo posto, frutto di 5 vittorie, 8 pareggi e 6 sconfitte. Il girone di ritorno sarà determinante ai fini della promozione: tra la fine di gennaio e la fine di marzo, il Brescia inanella una serie di 9 risultati utili consecutivi (6 vittorie e 3 pareggi), tra cui la vittoria sulla Fiorentina capolista per 3-1. La promozione matematica arriva alla penultima giornata, a seguito della vittoria casalinga per 2-1 sul Ravenna. Il Brescia giungerà terzo in classifica con 44 punti, frutto di 15 vittorie, 14 pareggi e 9 sconfitte, dietro alla Fiorentina prima con 50 punti ed al Bari secondo con 45 punti.
La squadra partecipa alla Coppa Anglo-Italiana, nella quale vince il girone A battendo il Charlton, il Middlesbrough ed il Notts County e pareggiando con il Bolton. Nella doppia semifinale, il Brescia ha ragione del Pescara soltanto grazie alla regola del gol in trasferta, qualificandosi così per la finale. Il 20 marzo 1994, allo Stadio di Wembley, il Brescia ritrova il Notts County che aveva già sconfitto nel girone eliminatorio e grazie ad una rete di Gabriele Ambrosetti, la squadra porta in Italia il trofeo.
In Coppa Italia le rondinelle sono state eliminate agli ottavi di finale dal Parma, dopo avere eliminato il Como al primo turno e la Cremonese al secondo turno.
Il miglior marcatore stagionale è stato Maurizio Neri con 14 reti, 10 delle quali segnate in campionato.

## Divise e sponsor
Lo sponsor tecnico per la stagione 1993-1994 è Uhlsport, mentre lo sponsor ufficiale è CAB.

## Rosa
| N. |                    | Ruolo | Calciatore           |
| -- | ------------------ | ----- | -------------------- |
|    | Italia (bandiera)  | P     | Nello Cusin          |
|    | Italia (bandiera)  | P     | Marco Landucci       |
|    | Italia (bandiera)  | P     | Antonio Vettore      |
|    | Italia (bandiera)  | D     | Paolo Ziliani        |
|    | Italia (bandiera)  | D     | Giuseppe Baronchelli |
|    | Italia (bandiera)  | D     | Davide Mezzanotti    |
|    | Italia (bandiera)  | D     | Luca Brunetti        |
|    | Italia (bandiera)  | D     | Nicola Marangon      |
|    | Italia (bandiera)  | D     | Gianni Flamigni      |
|    | Italia (bandiera)  | D     | Augusto Di Muri      |
|    | Romania (bandiera) | C     | Ioan Sabău           |
|    | Romania (bandiera) | C     | Gheorghe Hagi        |

| N. |                   | Ruolo | Calciatore          |
| -- | ----------------- | ----- | ------------------- |
|    | Italia (bandiera) | C     | Sergio Domini       |
|    | Italia (bandiera) | C     | Fabio Gallo         |
|    | Italia (bandiera) | C     | Marco Piovanelli    |
|    | Italia (bandiera) | C     | Stefano Bonometti   |
|    | Italia (bandiera) | C     | Salvatore Giunta    |
|    | Italia (bandiera) | C     | Roberto Torchio     |
|    | Italia (bandiera) | C     | Marco Merlo         |
|    | Italia (bandiera) | C     | Marco Schenardi     |
|    | Italia (bandiera) | A     | Maurizio Neri       |
|    | Italia (bandiera) | A     | Gabriele Ambrosetti |
|    | Italia (bandiera) | A     | Franco Lerda        |

## Calciomercato

### Sessione estiva
| Acquisti | Acquisti             | Acquisti    | Acquisti      |
| R.       | Nome                 | da          | Modalità      |
| -------- | -------------------- | ----------- | ------------- |
| D        | Giuseppe Baronchelli | Palazzolo   | definitivo    |
| D        | Davide Mezzanotti    | Pro Sesto   | definitivo    |
| D        | Gianni Flamigni      | Lecce       | fine prestito |
| D        | Augusto Di Muri      | Bari        | definitivo    |
| C        | Fabio Gallo          | Alessandria | fine prestito |
| A        | Franco Lerda         | Cesena      | definitivo    |
| A        | Gabriele Ambrosetti  | Varese      | definitivo    |
| A        | Maurizio Neri        | Lazio       | definitivo    |

| Cessioni | Cessioni           | Cessioni    | Cessioni   |
| R.       | Nome               | a           | Modalità   |
| -------- | ------------------ | ----------- | ---------- |
| D        | Marco Rossi        | Sampdoria   | definitivo |
| D        | Edoardo Bortolotti | Palazzolo   | prestito   |
| C        | Dorin Mateuț       | Reggiana    | definitivo |
| C        | Luciano De Paola   | Lazio       | definitivo |
| C        | Massimo Giannelli  | Ospitaletto | definitivo |
| A        | Giampaolo Saurini  | Lazio       | definitivo |
| A        | Florin Răducioiu   | Milan       | definitivo |

### Sessione autunnale (ottobre-novembre)
| Cessioni | Cessioni        | Cessioni | Cessioni   |
| R.       | Nome            | a        | Modalità   |
| -------- | --------------- | -------- | ---------- |
| D        | Gianni Flamigni | Pisa     | definitivo |
| C        | Marco Merlo     | Livorno  | definitivo |

## Risultati

### Serie B

#### Girone di andata
| Andria 29 agosto 1993 1ª giornata | Fidelis Andria       | 0 – 0 referto | Brescia | Stadio Degli Ulivi (5 319 spett.)\| Arbitro: \| Brignoccoli (Ancona) \| |
| Arbitro:                          | Brignoccoli (Ancona) |               |         |                                                                         |

| Arbitro: | Dinelli (Lucca) |

|           |           |                      |
| Sabău 66’ | Marcatori | 41’ (rig.) Scarafoni |

| Arbitro: | Stafoggia (Pesaro) |

|          |           |          |
| Bivi 85’ | Marcatori | 25’ Hagi |

| Arbitro: | Bettin (Padova) |

|                              |           |                 |
| Hagi 33’ Di Sarno 39’ (aut.) | Marcatori | 25’ (rig.) Paci |

| Arbitro: | Amendolia (Messina) |

|                                    |           |                  |
| Batistuta 9’ (rig.) M. Orlando 53’ | Marcatori | 60’ (aut.) Bruno |

| Arbitro: | Fucci (Salerno) |

|                         |           |               |
| Tarantino 9’ Di Dio 78’ | Marcatori | 42’, 53’ Neri |

| Arbitro: | Collina (Viareggio) |

|                                                                   |           |  |
| Domini 27’ (rig.) Schenardi 29’ Lerda 47’ Ambrosetti 78’ Neri 91’ | Marcatori |  |

| Arbitro: | Arena (Ercolano) |

|                                                     |           |                                            |
| Bierhoff 29’ Troglio 31’ Pascucci 67’ Pierleoni 85’ | Marcatori | 13’ Schenardi 46’, 50’ Ambrosetti 87’ Hagi |

| Arbitro: | Treossi (Forlì) |

|            |           |  |
| Giunta 87’ | Marcatori |  |

| Arbitro: | Rosica (Roma) |

|                                          |           |                |
| Sabău 18’ (rig.) Lerda 64’ Schenardi 87’ | Marcatori | 56’ Centofanti |

| Arbitro: | Cesari (Genova) |

|                                                           |           |  |
| João Paulo 12’ (rig.) Amoruso 54’ Gautieri 64’ Protti 79’ | Marcatori |  |

| Arbitro: | Nicchi (Arezzo) |

|                         |           |          |
| Longhi 24’ Montrone 31’ | Marcatori | 53’ Hagi |

| Arbitro: | Stafoggia (Pesaro) |

|           |           |            |
| Lerda 27’ | Marcatori | 52’ Lunini |

| Arbitro: | Boggi (Salerno) |

|                                        |           |                |
| Rotella 19’ Rocco 28’ (rig.) Muzzi 42’ | Marcatori | 23’, 70’ Lerda |

| Arbitro: | Nepi (Viterbo) |

|                      |           |  |
| Frascella 27’ (aut.) | Marcatori |  |

| Arbitro: | Tombolini (Ancona) |

|                                    |           |  |
| Campilongo 10’ (rig.) Servidei 60’ | Marcatori |  |

| Arbitro: | Braschi (Prato) |

|               |           |                      |
| Bonometti 76’ | Marcatori | 22’ (rig.) Maiellaro |

| Arbitro: | Quartuccio (Torre Annunziata) |

|                                  |           |                         |
| Zannoni 50’ (rig.) Buonocore 77’ | Marcatori | 16’ Ambrosetti 71’ Neri |

| Arbitro: | Beschin (Legnago) |

|                |           |                        |
| Ambrosetti 18’ | Marcatori | 24’, 49’ (rig.) Chiesa |

#### Girone di ritorno
| Arbitro: | Luci (Firenze) |

|                               |           |  |
| Neri 50’ Bonometti 58’ (rig.) | Marcatori |  |

| Arbitro: | Bazzoli (Merano) |

|                         |           |                                                                              |
| Hubner 35’ Salvetti 60’ | Marcatori | 14’ Lerda 21’ (rig.) Bonometti 45’ Baronchelli 50’ (rig.) Bonometti 77’ Neri |

| Arbitro: | Franceschini (Bari) |

|                                  |           |            |
| Hagi 57’ Gallo 59’ Schenardi 84’ | Marcatori | 19’ Ceredi |

| Arbitro: | Rodomonti (Teramo) |

|              |           |           |
| Rastelli 29’ | Marcatori | 35’ Sabău |

| Arbitro: | Arena (Ercolano) |

|                                                      |           |                      |
| Bonometti 43’ (rig.), rig.’ M. Piovanelli 63’ (rig.) | Marcatori | 40’ (rig.) Batistuta |

| Arbitro: | Quartuccio (Torre Annunziata) |

|                     |           |                       |
| Lerda 27’ Sabău 88’ | Marcatori | 54’ (rig.) D. Morello |

| Arbitro: | Racalbuto (Gallarate) |

|  |           |                      |
|  | Marcatori | 19’, 28’ Baronchelli |

| Arbitro: | Trentalange (Torino) |

|          |           |              |
| Neri 31’ | Marcatori | 19’ Bierhoff |

| Arbitro: | Nicchi (Arezzo) |

|                            |           |                      |
| Fiorin 11’ Buoncammino 55’ | Marcatori | 65’ Sabău 77’ Domini |

| Arbitro: | Baldas (Trieste) |

|                                 |           |                     |
| Agostini 29’, 70’ Vecchiola 39’ | Marcatori | 15’ Giunta 89’ Hagi |

| Arbitro: | Collina (Viareggio) |

|                 |           |               |
| Baronchelli 81’ | Marcatori | 54’ Tovalieri |

| Arbitro: | Nicchi (Arezzo) |

|                   |           |  |
| M. Piovanelli 68’ | Marcatori |  |

| Verona 24 aprile 1994 32ª giornata | Verona          | 0 – 0 referto | Brescia | Stadio Marcantonio Bentegodi (12 423 spett.)\| Arbitro: \| Braschi (Prato) \| |
| Arbitro:                           | Braschi (Prato) |               |         |                                                                               |

| Arbitro: | Bazzoli (Merano) |

|                                      |           |                  |
| Schenardi 27’ Hagi 56’ Neri 74’, 77’ | Marcatori | 81’ (rig.) Muzzi |

| Arbitro: | Luci (Firenze) |

|                           |           |                     |
| Bonaldi 36’ Gasparini 39’ | Marcatori | 8’ Gallo 51’ Domini |

| Arbitro: | Pairetto (Nichelino) |

|                                  |           |                   |
| Gallo 24’ Neri 33’ Hagi 58’, 78’ | Marcatori | 38’, 90’ R. Rossi |

| Arbitro: | Collina (Viareggio) |

|                       |           |                |
| Marulla 74’ Fiore 78’ | Marcatori | 90’ Ambrosetti |

| Arbitro: | Pellegrino (Barcellona Pozzo di Gotto) |

|                     |           |              |
| Ambrosetti 38’, 47’ | Marcatori | 54’ Catanese |

| Arbitro: | Dinelli (Lucca) |

|                         |           |                 |
| Chiesa 16’ Consonni 83’ | Marcatori | 36’ Baronchelli |

### Coppa Italia

#### Primo turno
| Arbitro: | Baldas (Trieste) |

|           |           |                       |
| Manzo 64’ | Marcatori | 5’ Marangon 78’ Sabău |

#### Secondo turno
| Arbitro: | Luci (Firenze) |

|                         |           |                                   |
| Lerda 4’ Ambrosetti 67’ | Marcatori | 32’ (aut.) Ziliani 53’ A. Tentoni |

| Arbitro: | Cardona (Milano) |

|  |           |                   |
|  | Marcatori | 50’ Neri 62’ Hagi |

#### Ottavi di finale
| Arbitro: | Trentalange (Torino) |

|            |           |                 |
| Crippa 58’ | Marcatori | 6’ (rig.) Sabău |

| Arbitro: | Ceccarini (Livorno) |

|                          |           |                                |
| Lerda 86’ Ambrosetti 90’ | Marcatori | 27’, 52’ A. Melli 88’ Asprilla |

### Coppa Anglo-Italiana

#### Girone A
| Arbitro: | Burkin (Inghilterra) |

|                                   |           |  |
| Chapple 14’ (aut.) Ambrosetti 90’ | Marcatori |  |

| Arbitro: | Collina (Italia) |

|                                   |           |                                       |
| Coyle 40’ Mc Ginlay 48’ Green 74’ | Marcatori | 3’ Ambrosetti 49’ Hagi 63’ Ambrosetti |

| Arbitro: | Gallagher (Inghilterra) |

|                             |           |            |
| Schenardi 10’ Neri 16’, 83’ | Marcatori | 23’ Draper |

| Arbitro: | Bolognino (Italia) |

|  |           |                |
|  | Marcatori | 49’ Ambrosetti |

#### Semifinale
| Arbitro: | Nicchi (Italia) |

|                  |           |  |
| Sabău 10’ (rig.) | Marcatori |  |

| Arbitro: | Cesari (Italia) |

|                                       |           |                   |
| Sivebaek 19’ Compagno 61’ Massara 83’ | Marcatori | 32’ Hagi 54’ Neri |

#### Finale
| Arbitro: | Ahmet Çakar |

| |            |                                                                                           |
| Ambrosetti 65’ | Marcatori  |                                                                                           |
| Landucci Marangon Giunta Domini Baronchelli Bonometti Schenardi (46' Neri) Sabău Ambrosetti (75' Piovanelli) Hagi Gallo | Formazioni | Cherry Wilson Dijkstra Turner Johnson Palmer Devlin Draper Lund McSwegan (71' Agana) Legg |
| Lucescu | Allenatori | Walker                                                                                    |

## Statistiche
- NB: la finale della Coppa Anglo-Italiana è computata come partita in trasferta

### Statistiche di squadra
| Competizione         | Punti | In casa | In casa | In casa | In casa | In casa | In casa | In trasferta | In trasferta | In trasferta | In trasferta | In trasferta | In trasferta | Totale | Totale | Totale | Totale | Totale | Totale | DR  |
| Competizione         | Punti | G       | V       | N       | P       | Gf      | Gs      | G            | V            | N            | P            | Gf           | Gs           | G      | V      | N      | P      | Gf     | Gs     | DR  |
| -------------------- | ----- | ------- | ------- | ------- | ------- | ------- | ------- | ------------ | ------------ | ------------ | ------------ | ------------ | ------------ | ------ | ------ | ------ | ------ | ------ | ------ | --- |
| Serie B              | 44    | 19      | 13      | 5       | 1       | 39      | 18      | 19           | 2            | 9            | 8            | 29           | 35           | 38     | 15     | 14     | 9      | 68     | 53     | +15 |
| Coppa Italia         |       | 2       | 0       | 1       | 1       | 4       | 5       | 3            | 2            | 1            | 0            | 5            | 2            | 5      | 2      | 2      | 1      | 9      | 7      | +2  |
| Coppa Anglo-Italiana | 10    | 3       | 2       | 1       | 0       | 6       | 4       | 4            | 2            | 2            | 0            | 7            | 6            | 7      | 4      | 3      | 0      | 13     | 10     | +3  |
| Totale               |       | 24      | 15      | 7       | 2       | 49      | 27      | 26           | 6            | 12           | 8            | 41           | 43           | 50     | 21     | 19     | 10     | 90     | 70     | +20 |

### Statistiche dei giocatori
| Giocatore      | Serie B  | Serie B | Serie B     | Serie B    | Coppa Italia | Coppa Italia | Coppa Italia | Coppa Italia | Totale   | Totale | Totale      | Totale     |
| Giocatore      | Presenze | Reti    | Ammonizioni | Espulsioni | Presenze     | Reti         | Ammonizioni  | Espulsioni   | Presenze | Reti   | Ammonizioni | Espulsioni |
| -------------- | -------- | ------- | ----------- | ---------- | ------------ | ------------ | ------------ | ------------ | -------- | ------ | ----------- | ---------- |
| G. Ambrosetti  | 25       | 8       | ?           | ?          | ?            | ?            | ?            | ?            | 25+      | 8+     | ?           | ?          |
| G. Baronchelli | 33       | 5       | ?           | ?          | ?            | ?            | ?            | ?            | 33+      | 5+     | ?           | ?          |
| S. Bonometti   | 25       | 6       | ?           | ?          | ?            | ?            | ?            | ?            | 25+      | 6+     | ?           | ?          |
| L. Brunetti    | 12       | 0       | ?           | ?          | ?            | ?            | ?            | ?            | 12+      | 0+     | ?           | ?          |
| N. Cusin       | 22       | -31     | ?           | ?          | ?            | ?            | ?            | ?            | 22+      | -31+   | ?           | ?          |
| A. Di Muri     | 11       | 0       | ?           | ?          | ?            | ?            | ?            | ?            | 11+      | 0+     | ?           | ?          |
| S. Domini      | 27       | 3       | ?           | ?          | ?            | ?            | ?            | ?            | 27+      | 3+     | ?           | ?          |
| G. Flamigni    | 1        | 0       | ?           | ?          | ?            | ?            | ?            | ?            | 1+       | 0+     | ?           | ?          |
| F. Gallo       | 36       | 3       | ?           | ?          | ?            | ?            | ?            | ?            | 36+      | 3+     | ?           | ?          |
| S. Giunta      | 27       | 2       | ?           | ?          | ?            | ?            | ?            | ?            | 27+      | 2+     | ?           | ?          |
| G. Hagi        | 30       | 9       | ?           | ?          | ?            | ?            | ?            | ?            | 30+      | 9+     | ?           | ?          |
| M. Landucci    | 17       | -22     | ?           | ?          | ?            | ?            | ?            | ?            | 17+      | -22+   | ?           | ?          |
| F. Lerda       | 31       | 6       | ?           | ?          | ?            | ?            | ?            | ?            | 31+      | 6+     | ?           | ?          |
| N. Marangon    | 27       | 0       | ?           | ?          | ?            | ?            | ?            | ?            | 27+      | 0+     | ?           | ?          |
| D. Mezzanotti  | 23       | 0       | ?           | ?          | ?            | ?            | ?            | ?            | 23+      | 0+     | ?           | ?          |
| M. Neri        | 37       | 10      | ?           | ?          | ?            | ?            | ?            | ?            | 37+      | 10+    | ?           | ?          |
| F. Passiatore  | 1        | 0       | ?           | ?          | ?            | ?            | ?            | ?            | 1+       | 0+     | ?           | ?          |
| M. Piovanelli  | 30       | 2       | ?           | ?          | ?            | ?            | ?            | ?            | 30+      | 2+     | ?           | ?          |
| I. Sabau       | 25       | 6       | ?           | ?          | ?            | ?            | ?            | ?            | 25+      | 6+     | ?           | ?          |
| M. Schenardi   | 32       | 5       | ?           | ?          | ?            | ?            | ?            | ?            | 32+      | 5+     | ?           | ?          |
| R. Torchio     | 1        | 0       | ?           | ?          | ?            | ?            | ?            | ?            | 1+       | 0+     | ?           | ?          |
| P. Ziliani     | 19       | 0       | ?           | ?          | ?            | ?            | ?            | ?            | 19+      | 0+     | ?           | ?          |